# Bogata
Bogata és una ciutat del Comtat de Red River a l'estat de Texas dels Estats Units d'Amèrica.

## Demografia
Segons el cens dels Estats Units del 2000 Bogata tenia 1.396 habitants, 598 habitatges, i 361 famílies. La densitat de població era de 382,3 habitants per km².
Dels 598 habitatges en un 26,1% hi vivien nens de menys de 18 anys, en un 45,3% hi vivien parelles casades, en un 11,7% dones solteres, i en un 39,5% no eren unitats familiars. En el 37,1% dels habitatges hi vivien persones soles el 20,7% de les quals corresponia a persones de 65 anys o més que vivien soles. El nombre mitjà de persones vivint en cada habitatge era de 2,22 i el nombre mitjà de persones que vivien en cada família era de 2,92.
Per edats la població es repartia de la següent manera: un 22,1% tenia menys de 18 anys, un 6,8% entre 18 i 24, un 24,4% entre 25 i 44, un 20,8% de 45 a 60 i un 25,8% 65 anys o més.
L'edat mitjana era de 43 anys. Per cada 100 dones de 18 o més anys hi havia 82,7 homes.
La renda mitjana per habitatge era de 22.969 $ i la renda mitjana per família de 28.828 $. Els homes tenien una renda mitjana de 21.786 $ mentre que les dones 19.423 $. La renda per capita de la població era de 14.126 $. Aproximadament el 16,9% de les famílies i el 19,8% de la població estaven per davall del llindar de pobresa.

## Poblacions properes
El següent diagrama mostra les poblacions més properes.